# Denis Vincenti
Pour les articles homonymes, voir Vincenti.
 (octobre 2011).
Si vous disposez d'ouvrages ou d'articles de référence ou si vous connaissez des sites web de qualité traitant du thème abordé ici, merci de compléter l'article en donnant les références utiles à sa vérifiabilité et en les liant à la section « Notes et références ».
Denis Vincenti, né le 7 juin 1962, est un journaliste et présentateur de télévision français.

## Biographie
Après un Deug d'économie et d'histoire, Denis Vincenti commence sa carrière en 1983 comme présentateur météo sur TF1, notamment aux côtés d'Yves Mourousi, et journaliste scientifique. Il se présente à l'écran avec de grosses lunettes et un nœud de papillon : « une tête d'intello ».
En 1985, il joue dans la série télévisée Les Bargeots.
En 1986, il devient producteur et présentateur du « Mini Mag Sciences et Techniques » puis en 1987, journaliste au magazine L'Enjeu animé par François de Closets, présentateur de la revue de presse du « Club de l'Enjeu » et Journaliste à Sept sur sept.
Entre 1988 et 1991, il réalise une douzaine de films documentaires, il recevra les Prix Albert-Londres, et Ondas en 1989 pour Les enfants de la honte.
En 1991, il rejoint La Cinq comme présentateur météo (1991-1992), puis sera coanimateur avec Jean Roucas des « Roucasseries du Midi » sur Europe 1 (1993-1994).
Rédacteur en chef de Lignes de Mire (émission sur les médias) animé par Jacques Chancel sur France 3 de 1994 à 1997, il présente et produit parallèlement des émissions d'humour sur France 3[Lesquelles ?].
En 1996, Denis Vincenti crée, avec Frédérique Crasson, FAD Productions, société de distribution et de production audiovisuelle qui devient par la suite VI Prod et dont il est l'actuel gérant Y'a pire ailleurs.
Il fut également rédacteur en chef du magazine Fallait y penser sur France 2 et rédacteur en chef du magazine Incroyable mais vrai sur TF1 (2001-2002), ainsi que rédacteur en chef et chroniqueur dans Qu'est-ce qui se passe quand sur France 2 (2003).
En 2006, il est nommé directeur des programmes de TV8 Mont-Blanc, la chaîne généraliste axée sur la montagne et l'environnement.
En 2008, il est directeur Général (par intérim) de TéléGrenoble.
En 2013, il rejoint la RTS (Radio télévision suisse) donc RTS Un.
Depuis août 2015, il a rejoint la Fondation Hirondelle, comme chef de mission média au Burkina Faso.